# Ruderverein Münster von 1882
Der Ruderverein Münster von 1882 e. V. (RVM oder RV Münster) ist ein Ruderverein in Münster (Westf.). Er ist einer der ältesten Sportvereine Münsters und der größte Ruderverein im Münsterland. Er ist Mitglied des Nordrhein-Westfälischen Ruderverbands (NWRV) und des Deutschen Ruderverbands (DRV).

## Geschichte und Bootshäuser
Der Verein wurde am 1. August 1882 in Münster gegründet. Das erste Bootshaus stand an der Werse. 1901 zog der Ruderverein zusammen mit der ARV Westfalen in ein Bootshaus am Ostufer des neu erbauten Dortmund-Ems-Kanals in die Nähe des Stadthafens I. 1923 erbaute der Ruderverein ein eigenes Bootshaus auf der Westseite des Kanals.
1938 ging das Bootshaus wegen wirtschaftlicher Schwierigkeiten des Vereins an die Stadt Münster, die dieses dem Ruderverein jedoch weiterhin zur Verfügung stellte, u. a. mit der Auflage, das Schulrudern zu ermöglichen. Nach durch den Krieg bedingter anderweitiger Nutzung und teilweiser Zerstörung, steht dem Verein ein Teil des alten Bootshauses seit 1949 zur Verfügung, das Obergeschoss wird für Jugend- und Stadtteilarbeit genutzt und ist inzwischen unter dem Namen Bennohaus bekannt.
Der Ruderverein nutzt seitdem die Bootshallen im Erd- und Untergeschoss sowie einen kleinen Anbau. Hinzu kam in den 1970er Jahren eine weitere Bootshalle mit Umkleiden, Schwimmbad im Erd- und Veranstaltungsräumen im Obergeschoss. Bis auf Bootshalle und Umkleiden veränderte sich die Nutzung in diesem Gebäudeteil mehrfach, u. a. war zeitweise die Münsteraner Tafel und der Billardclub Münster im Erdgeschoss untergebracht, die Veranstaltungsräume wurden gastronomisch genutzt.
Im Zusammenhang mit der Zukunftsplanung für die Immobile „Bennohaus“ entstand Ende der 1980er Jahre eine ausführliche Diskussion über die Zukunft des Bennohauses und den daran anschließenden Neubau des Rudervereins. Dabei wurden verschiedene Szenarien von Kooperation zwischen Ruderverein und Trägerverein des Bennohauses bis hin zum Verkauf des Neubaus durch den Ruderverein öffentlich. In Folge des Neubaus der Bootshalle und der anschließenden Räumlichkeiten hatte der Ruderverein inzwischen wieder hohe Verbindlichkeiten. Auch ein Rückkauf des Bennohauses mit Unterstützung durch einen Investor wurde zwischenzeitlich überlegt. Am Ende blieb es aber beim Status quo, das Bennohaus wurde durch einen aufgeständerten Neubau erweitert und der Ruderverein verblieb in seinen Räumlichkeiten.
Seit 2021 wird auf der Südseite des Stadthafens I ein ehemaliges Lagerhaus umgebaut, in dem der Ruderverein dann einen Großteil des Erdgeschosses als Bootshallen, Trainings- und Sozialräume nutzen wird. Dìe Fertigstellung verzögerte sich mehrfach. Seit Mitte März 2024 ist der Sportbetrieb am neuen Bootshaus möglich. Der Standort am Bennohaus wird nach dem Umzug aufgegeben.

## Rudergewässer
Nachdem in den Anfangsjahren auf der Werse gerudert wurde und dort sogar Regatten ausgetragen wurden, ist der Ruderverein seit dem Umzug an den Kanal im Wesentlichen dort aktiv. Freizeitruderer und Leistungssportler nutzen das Ruderrevier zwischen Schleuse Münster und Südspitze Hiltruper Kanalinsel für Ausfahrten und Training. Der Ruderbetrieb unterliegt den Regeln der Binnenschifffahrtsstraßen-Ordnung.
Ruderregatten finden seit 1970 regelmäßig auf dem Aasee statt, anfangs wurden diese vom Ruderverein organisiert, mit der Gründung des Münsteraner Regattavereins 1988 wurde die Aufgabe dann von diesem übernommen.

## Sportangebot
Der Ruderverein widmet sich ausschließlich dem Rudersport. Zeitweise existierte eine Tennisabteilung.
Rudern wird im Ruderverein Münster auf allen Leistungsebenen betrieben. Die Tradition des Schulruderns wurde auch nach dem Krieg fortgeführt. Die Schülerruderriege des Schillergymnasiums ist im Verein beheimatet, ebenso die Ruderriege des Annette-von-Droste-Hülshoff Gymnasiums. Der Ruderverein ist ein Partner des Sportinternats Münster.
Im Kinder- und Juniorenbereich ist der Verein erfolgreich aktiv. Als einer der Trägervereine des Landesleistungsstützpunkts Westfalen stellt er regelmäßig erfolgreiche Teilnehmerinnen und Teilnehmer in Teams auf nationaler (Land wie Bund), als auch auf internationaler Ebene in diesem Bereich. Für die erfolgreiche Nachwuchsförderung wurde der Ruderverein 2013 und 2019 mit dem „Grünen Band“ ausgezeichnet.
Im Leistungssport auf der höchsten Ebene ist der Ruderverein immer wieder erfolgreich. Im U23-Bereich errang der Verein in den Jahren 2015 und 2021 den Peter-Velten-Gedächtnispreis und es werden regelmäßig Sportlerinnen und Sportler in die Nationalmannschaft berufen. Auch in die A-Nationalmannschaft wurden zahlreiche Athletinnen und Athleten nominiert. Seit 2020 ist der Ruderverein auch im Para-Rudern auf Leistungssportniveau aktiv.
Auch in anderen Wettkampfformaten, z. B. der Ruder-Bundesliga, ist der Ruderverein Münster erfolgreich. 2021 feierte die Männermannschaft des „Münster-Achters“ den Meistertitel in der Ruder-Bundesliga, 2016 und 2017 waren Ruderinnen des Vereins in Kooperation mit dem Bessel RC Minden im „Melitta-Achter“ siegreich. Masters-Ruderinnen und Ruderer nehmen an nationalen und internationalen Regatten teil.
Im Freizeit- und Breitensport bietet der Ruderverein ganzjährig Möglichkeiten zu rudern und macht auch Neu- und Wiedereinsteigern Ausbildungs- und Trainingsangebote. Der Verein veranstaltet Wanderfahrten auf deutschen und ausländischen Gewässern.

## Bekannte Mitglieder
- Ellen Becker, Bronzemedaille im Frauen-Zweier ohne Steuermann bei den Olympischen Spielen 1984 in Los Angeles
- Peter Hoeltzenbein, Silbermedaille im Männer-Zweier ohne Steuermann bei den Olympischen Spielen 1992 in Barcelona
- Philipp Stüer, Weltmeister im Achter 2002 und 2006
- Manuela Diening, Vize-Europameisterin im Para-Festsitz-Einer der Frauen 2022 in München und 2024 in Szeged